# Good Hope (Kalifornien)
Good Hope ist ein Census-designated place im Riverside County im US-Bundesstaat Kalifornien. Das U.S. Census Bureau hat bei der Volkszählung 2020 eine Einwohnerzahl von 9.468 ermittelt.

## Geografie
Good Hope liegt im Westen des Riverside Countys in Kalifornien, südwestlich von Perris. Die Gemeinde wird von der California State Route 74 durchquert.
Mit 9192 Einwohnern (Stand der Volkszählung 2010) und einer Fläche von ungefähr 29,1 km², die sich vollständig aus Land zusammensetzt, beträgt die Bevölkerungsdichte 316 Einwohner pro Quadratkilometer. Das Ortszentrum liegt auf einer Höhe von 495 Metern.

## Politik
Good Hope ist Teil des 28. Distrikts im Senat von Kalifornien, der momentan vom Demokraten Ted W. Lieu vertreten wird. In der California State Assembly ist der Ort dem 67. Distrikt zugeordnet und wird somit von der Republikanerin Melissa Melendez vertreten. Auf Bundesebene gehört Good Hope Kaliforniens 41. Kongresswahlbezirk an, der einen Cook Partisan Voting Index von D+9 hat und vom Demokraten Mark Takano vertreten wird.